# Fujimorismo
Fujimorismo refere-se às políticas e à ideologia política do ex-presidente do Peru Alberto Fujimori, bem como ao culto à personalidade construído em torno si e de suas políticas. Fujimori governou o Peru de 1990 até 2000.

## História
A falta de sistema político-partidário estável no Peru, assim como em outros países da América Latina, conduziriam muitas vezes ao aparecimento na arena política de personalidades fortes sem afiliações ideológicas explícitas. No Peru, na década de 1980, a eleição "surpresa" de Alberto Fujimori ao cargo de presidente passando pela crise constitucional em 1992, foram seguidas pelas  "medidas extraordinárias" dirigidas ostensivamente contra terroristas domésticos.
Em termos de processo de tomada de decisão, uma lógica de tomada de decisões fechadas e isoladas tornou-se a principal característica da governança de Fujimori. Os principais fundamentos do regime eram o anticomunismo firme, ações antiterroristas enérgicas, políticas pró-mercado livre e desrespeito às instituições políticas.
Após a queda de Alberto Fujimori do poder, seu autoexílio para o Japão, sua extradição para o Peru e posterior julgamento e prisão, surgiram partidos políticos que proclamam seguir seu "legado". A mais proeminente dessas formações políticas é a Fuerza Popular, liderada pela filha do ex-presidente, Keiko Fujimori, candidata presidencial em 2011 e novamente em 2016.
Os partidos autoproclamados fujimoristas e as coalizões eleitorais incluem Cambio 90, Sí Cumple, Peru 2000, Alianza por el Futuro (2006-2010) e Fuerza Popular (desde 2010).